# Archipiélago de Estocolmo
El archipiélago de Estocolmo (en sueco: Stockholms skärgård) es el más grande de Suecia y uno de los más grandes del mar Báltico.
El archipiélago se extiende desde las costas de la ciudad de Estocolmo hasta 60 km en el mar abierto. Tiene 221 800 islas entre las costas de Uppland y Södermanland, desde Björkö-Arholma al norte hasta la isla de Öja, Nynäshamn con el faro de Landsort en el sur. Se conecta también con el archipiélago de Åland.
El año 1719 tenía una población de 2800 personas en total. De haber sido poblado inicialmente por pescadores, hoy en día se ha transformado en un sitio de veraneo para la población de Estocolmo y turistas. La población permanente se concentra en las islas de Vaxholm, Värmdö y en otras grandes similares. Muchos de ellos viven en forma permanente allí y trabajan en la ciudad. Se calculan en 50 000 las casas repartidas en la zona. 
El transporte público con el resto de la ciudad se realiza por barco con la Waxholmsbolaget.
El archipiélago ha sido fuente de inspiración para muchos escritores, pintores y otros artistas, entre ellos están August Strindberg, Roland Svenssonn, Ernst Didring y Aleister Crowley.
Partes exteriores del archipiélago (Stockholms yttre skärgård, un área de 15 000 ha) están protegidas desde el 12 de junio de 1989 como sitio Ramsar (n.º ref. 435).

## Islas y lugares de interés
- Aspö
- Blidö
- Dalarö
- Finnhamn
- Furusund
- Grinda
- Husarö
- Ingmarsö
- Ljusterö
- Möja
- Norrö
- Norröra
- Nåtarö
- Nämdö
- Ornö
- Rindö
- Rånö
- Sandhamn
- Stomnarö
- Stora Björn
- Svartsö
- Söderöra
- Utö
- Vaxholm
- Yxlan
- Yxlö
- Ålö
- Öja